# Liste der kroatischen Abgeordneten zum EU-Parlament (2024–2029)
Die Liste der kroatischen Abgeordneten zum EU-Parlament (2024–2029) listet alle kroatischen Mitglieder des 10. Europäischen Parlaments nach der Europawahl in Kroatien 2024 auf.

## Aktuelle Mandatsstärke der Parteien
- S&D: 4
- G/EFA: 1
- EVP: 6
- EKR: 1

| Nationale Partei                          | Mandate | Fraktion                                                                               |
| ----------------------------------------- | ------- | -------------------------------------------------------------------------------------- |
| Hrvatska demokratska zajednica (HDZ)      | 6       | Fraktion der Europäischen Volkspartei (EVP)                                            |
| Socijaldemokratska partija Hrvatske (SDP) | 4       | Fraktion der Progressiven Allianz der Sozialdemokraten im Europäischen Parlament (S&D) |
| Dom i Nacionalno Okupljanje (DOMiNO)      | 1       | Europäische Konservative und Reformer (EKR)                                            |
| Možemo!                                   | 1       | Die Grünen/Europäische Freie Allianz (G/EFA)                                           |
| SUMME                                     | 12      |                                                                                        |

## Abgeordnete
| Bild | Name              | geb. | MEP seit      | Partei | Fraktion | Kommentar                                             |
| ---- | ----------------- | ---- | ------------- | ------ | -------- | ----------------------------------------------------- |
|      | Stephen Bartulica | 1970 | 16. Juli 2024 | DOMiNO | EKR      | Parteiwechsel von DP zu DOMiNO am 28. September 2024. |
|      | Biljana Borzan    | 1971 | 1. Juli 2013  | SDP    | S&D      |                                                       |
|      | Gordan Bosanac    | 1973 | 16. Juli 2024 | M      | G/EFA    |                                                       |
|      | Nikolina Brnjac   | 1978 | 16. Juli 2024 | HDZ    | EVP      |                                                       |
|      | Sunčana Glavak    | 1968 | 1. Dez. 2019  | HDZ    | EVP      |                                                       |
|      | Romana Jerković   | 1964 | 1. Feb. 2020  | SDP    | S&D      |                                                       |
|      | Predrag Matić     | 1962 | 2. Juli 2019  | SDP    | S&D      | Verstorben am 23. August 2024.                        |
|      | Tonino Picula     | 1961 | 1. Juli 2013  | SDP    | S&D      |                                                       |
|      | Karlo Ressler     | 1989 | 2. Juli 2019  | HDZ    | EVP      |                                                       |
|      | Tomislav Sokol    | 1982 | 2. Juli 2019  | HDZ    | EVP      |                                                       |
|      | Davor Ivo Stier   | 1972 | 16. Juli 2024 | HDZ    | EVP      |                                                       |
|      | Marko Vešligaj    | 1982 | 5. Sep. 2024  | SDP    | S&D      | Nachgerückt für Predrag Matić                         |
|      | Željana Zovko     | 1970 | 21. Nov. 2016 | HDZ    | EVP      |                                                       |